# Гейн, Густав
Густав Адольф Гейн — военачальник, генерал-поручик армии Петра I, участник Северной войны.

## Биография
О происхождении сведений недостаточно.
Принят на русскую службу в конце 1705 года в чине бригадира, участвовал в битве при Калише (1706), получил чин генерал-майора. С 1708 — генерал-поручик кавалерии. 
В начале 1709 года по истечении срока контракта вышел в отставку (вместе с генерал-майорами А. фон Штольцем и И. Л. фон Микушем). Вскоре все трое предложили свои услуги шведскому королю или Станиславу Лещинскому, их переписка попала в руки русским, и все трое были задержаны в Киеве и освобождены только после Полтавской победы в конце лета 1709 года, когда Украина была очищена от шведов.